# Layette
Le mot layette peut désigner un meuble à tiroirs ou le trousseau de naissance, ensemble des vêtements destinés à un nouveau-né.

## Ameublement

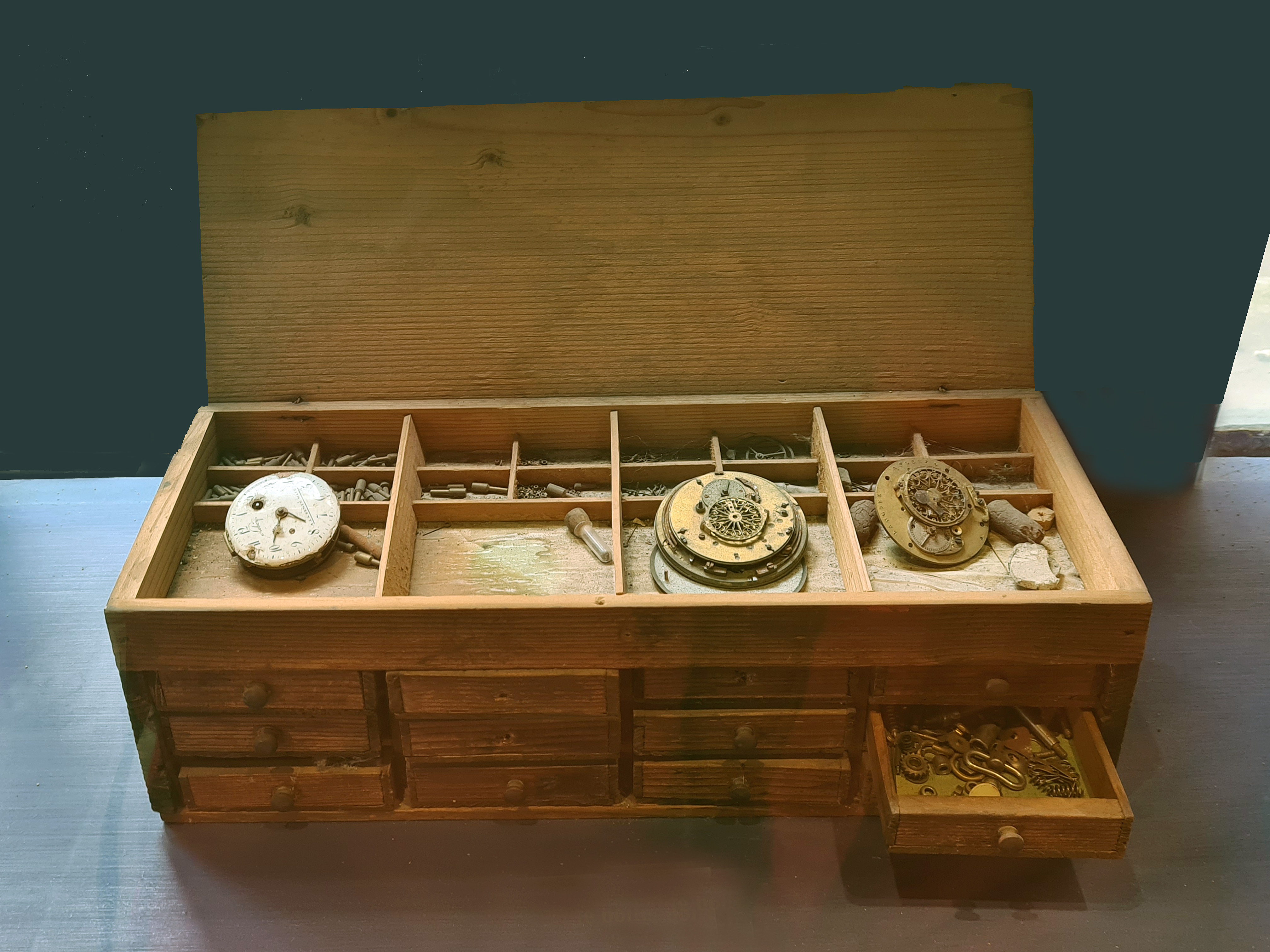
Petite boîte layette pour fournitures (1920), au Gros-Horloge, Rouen.

Dans un sens vieilli, une layette est un meuble à tiroirs en bois assemblé à la main dans des sortes de petits meubles ou commodes destinés généralement à ranger des papiers ou des vêtements.
Les différents éléments du meuble sont assemblés par chevillage à l'aide d'une cheville conique en buis et collés.
Les layettes sont taillées dans du bois à pousse lente, par conséquent à veines serrées, généralement de l'épicéa qui leur confère une grande résistance.
Au début du XXIe siècle, il n'existe plus que quatre artisans en France, tous Francs-Comtois, à exercer ce métier rare et typiquement montagnard. Un savoir-faire qui se transmet uniquement de génération en génération.
Les layettes ont souvent été utilisées par l'industrie horlogère à proximité en Suisse, qui appréciait ces meubles pour ses multiples rangements. Les services d'archives les employaient aussi pour le rangement des documents anciens.